# Cagliari Calcio 1981-1982
Questa voce raccoglie le informazioni riguardanti il Cagliari Calcio nelle competizioni ufficiali della stagione 1981-1982.

## Stagione
Nella stagione 1981-1982 nel Cagliari si chiudono i cinque anni della presidenza di Mariano Delogu, al timone della società sarda l'imprenditore toscano Alvaro Amarugi. L'allenatore è Paolo Carosi il suo secondo è Antonio Congiu. L'obiettivo stagionale è quello di mantenere la massima categoria e la squadra sarda lo raggiunge, dopo un campionato sofferto, proprio sul filo di lana, grazie a un buon finale di campionato.
Questa è stata una stagione anomala: con il Como costantemente ultimo, sono retrocesse due nobili del calcio italiano, Il Milan ed il Bologna. Lo scudetto ha visto la lotta tra la Fiorentina e la Juventus, i torinesi per un punto hanno conquistato il ventesimo titolo e la seconda stella. Il Cagliari pareggiando in casa con la Fiorentina (0-0) nell'ultima giornata ha ottenuto il punto decisivo per la salvezza, e decisivo per l'assegnazione del titolo nazionale alla Juventus.
Miglior marcatore del Cagliari in questa stagione Luigi Piras autore di 10 reti, delle quali 1 in Coppa Italia e 9 in campionato. Nella Coppa Italia la squadra sarda, prima del campionato ha disputato il quarto girone di qualificazione, che ha promosso la Sampdoria ai quarti di finale, grazie alla miglior differenza reti nei confronti del Cagliari, entrambe erano giunte prime nel girone con 5 punti.

## Divise e sponsor
Lo sponsor ufficiale per la stagione 1981-1982 fu Ariostea.
| Casa | Trasferta |

## Organigramma societario
Area direttiva
- Presidente: Alvaro Amarugi

Area tecnica
- Allenatore: Paolo Carosi

Area sanitaria
- Medico sociale: Silvio Fadda
- Massaggiatore: Domenico Duri

## Rosa
| N. |                   | Ruolo | Calciatore                |
| -- | ----------------- | ----- | ------------------------- |
|    | Italia (bandiera) | P     | Roberto Corti             |
|    | Italia (bandiera) | P     | Roberto Dore              |
|    | Italia (bandiera) | P     | Daniele Goletti           |
|    | Italia (bandiera) | D     | Claudio Azzali            |
|    | Italia (bandiera) | D     | Amedeo Baldizzone         |
|    | Italia (bandiera) | D     | Mario Brugnera (Capitano) |
|    | Italia (bandiera) | D     | Marco De Simone           |
|    | Italia (bandiera) | D     | Stefano Di Chiara (I)     |
|    | Italia (bandiera) | D     | Oreste Lamagni            |
|    | Italia (bandiera) | D     | Antonio Logozzo           |
|    | Italia (bandiera) | D     | Sandro Loi                |
|    | Italia (bandiera) | D     | Silvio Longobucco         |
|    | Italia (bandiera) | C     | Giuseppe Bellini          |

| N. |                   | Ruolo | Calciatore         |
| -- | ----------------- | ----- | ------------------ |
|    | Italia (bandiera) | C     | Alfredo Fulvi      |
|    | Italia (bandiera) | C     | Mario Goretti      |
|    | Italia (bandiera) | C     | Alberto Marchetti  |
|    | Italia (bandiera) | C     | Salvatore Mura     |
|    | Italia (bandiera) | C     | Carlo Osellame     |
|    | Italia (bandiera) | C     | Roberto Quagliozzi |
|    | Italia (bandiera) | C     | Antonio Ravot      |
|    | Italia (bandiera) | C     | Maurizio Restelli  |
|    | Italia (bandiera) | C     | Alessandro Zaccolo |
|    | Italia (bandiera) | A     | Emanuele Gattelli  |
|    | Italia (bandiera) | A     | Luigi Piras        |
|    | Italia (bandiera) | A     | Franco Selvaggi    |

## Risultati

### Serie A

#### Girone di andata
| Arbitro: | Pieri (Genova) |

|             |           |             |
| Chiorri 55’ | Marcatori | 20’ Bellini |

| Arbitro: | Prati (Parma) |

|              |           |                   |
| Selvaggi 70’ | Marcatori | 34’ C. Pellegrini |

| Arbitro: | Milan (Treviso) |

|                 |           |           |
| Falcão 40’, 68’ | Marcatori | 30’ Piras |

| Arbitro: | Longhi (Roma) |

|           |           |                |
| Piras 49’ | Marcatori | 64’ Beccalossi |

| Arbitro: | Pieri (Genova) |

|             |           |  |
| Bettega 87’ | Marcatori |  |

| Arbitro: | Lanese (Messina) |

|             |           |  |
| Lamagni 84’ | Marcatori |  |

| Arbitro: | Tonolini (Milano) |

|             |           |  |
| Gerolin 63’ | Marcatori |  |

| Arbitro: | Paparesta (Bari) |

|                  |           |               |
| Selvaggi 3’, 64’ | Marcatori | 90’ Celestini |

| Arbitro: | Menicucci (Firenze) |

|                         |           |              |
| Calloni 60’ (rig.), 67’ | Marcatori | 83’ Selvaggi |

| Arbitro: | Lo Bello (Siracusa) |

|              |           |  |
| Osellame 79’ | Marcatori |  |

| Arbitro: | Agnolin (Bassano del Grappa) |

|           |           |               |
| Ravot 83’ | Marcatori | 38’ Piraccini |

| Arbitro: | Paparesta (Bari) |

|                       |           |           |
| P. Iachini 12’ (rig.) | Marcatori | 75’ Piras |

| Arbitro: | Lo Bello (Siracusa) |

|                |           |  |
| Battistini 73’ | Marcatori |  |

| Cagliari 10 gennaio 1982 14ª giornata | Cagliari        | 0 – 0 | Avellino | Stadio Sant'Elia\| Arbitro: \| Milan (Treviso) \| |
| Arbitro:                              | Milan (Treviso) |       |          |                                                   |

| Arbitro: | Agnolin (Bassano del Grappa) |

|               |           |           |
| Sacchetti 45’ | Marcatori | 62’ Piras |

#### Girone di ritorno
| Arbitro: | Ballerini (La Spezia) |

|                   |           |                            |
| Osellame 68’, 75’ | Marcatori | 36’ Chiorri 80’ R. Mancini |

| Arbitro: | Lanese (Messina) |

|                     |           |  |
| Guidetti 30’ (rig.) | Marcatori |  |

| Arbitro: | D'Elia (Salerno) |

|                                      |           |                                        |
| D. Bonetti 49’ (aut.) Quagliozzi 56’ | Marcatori | 25’ (rig.), 69’ Pruzzo 33’, 85’ Falcão |

| Arbitro: | Bergamo (Livorno) |

|           |           |                               |
| Bagni 49’ | Marcatori | 29’, 65’ Piras 62’ Quagliozzi |

| Arbitro: | Longhi (Roma) |

|  |           |              |
|  | Marcatori | 27’ Tardelli |

| Arbitro: | Prati (Parma) |

|                          |           |                |
| Pircher 79’ De Ponti 83’ | Marcatori | 90’ Quagliozzi |

| Arbitro: | Pieri (Genova) |

|              |           |             |
| Selvaggi 45’ | Marcatori | 38’ Bacchin |

| Arbitro: | Milan (Treviso) |

|           |           |  |
| Borghi 6’ | Marcatori |  |

| Arbitro: | Redini (Pisa) |

|                          |           |  |
| Piras 30’ Quagliozzi 80’ | Marcatori |  |

| Arbitro: | Menegali (Roma) |

|                                                |           |                                        |
| Cuttone 7’ Bonesso 30’, 52’ Dossena 79’ (rig.) | Marcatori | 28’ (aut.) Cuttone 56’ (rig.) Selvaggi |

| Arbitro: | Casarin (Milano) |

|                            |           |              |
| A. Piraccini 53’ Verza 58’ | Marcatori | 85’ Restelli |

| Arbitro: | Bergamo (Livorno) |

|                     |           |           |
| Piras 14’ Ravot 90’ | Marcatori | 11’ Boito |

| Arbitro: | Menegali (Roma) |

|                |           |               |
| Quagliozzi 17’ | Marcatori | 8’ Battistini |

| Arbitro: | Longhi (Roma) |

|           |           |                                           |
| Juary 42’ | Marcatori | 11’, 90’ Selvaggi 46’ Piras 85’ Marchetti |

| Cagliari 16 maggio 1982 30ª giornata | Cagliari          | 0 – 0 | Fiorentina | Stadio Sant'Elia\| Arbitro: \| Mattei (Macerata) \| |
| Arbitro:                             | Mattei (Macerata) |       |            |                                                     |

### Coppa Italia

#### Primo turno
| Arbitro: | Tubertini (Bologna) |

|           |           |                 |
| Ravot 60’ | Marcatori | 53’ Magistrelli |

| San Benedetto del Tronto 30 agosto 1981 3ª giornata | Sambenedettese | 0 – 0 | Cagliari | Stadio Fratelli Ballarin\| Arbitro: \| Tani (Livorno) \| |
| Arbitro:                                            | Tani (Livorno) |       |          |                                                          |

| Arbitro: | Longhi (Roma) |

|                       |           |              |
| Bellini 51’ Piras 59’ | Marcatori | 3’ Garritano |

| Como 6 settembre 1981 5ª giornata | Como          | 0 – 0 | Cagliari | Stadio Giuseppe Sinigaglia\| Arbitro: \| Redini (Pisa) \| |
| Arbitro:                          | Redini (Pisa) |       |          |                                                           |

## Statistiche

### Statistiche di squadra
| Competizione | Punti | In casa | In casa | In casa | In casa | In casa | In casa | In trasferta | In trasferta | In trasferta | In trasferta | In trasferta | In trasferta | Totale | Totale | Totale | Totale | Totale | Totale | DR |
| Competizione | Punti | G       | V       | N       | P       | Gf      | Gs      | G            | V            | N            | P            | Gf           | Gs           | G      | V      | N      | P      | Gf     | Gs     | DR |
| ------------ | ----- | ------- | ------- | ------- | ------- | ------- | ------- | ------------ | ------------ | ------------ | ------------ | ------------ | ------------ | ------ | ------ | ------ | ------ | ------ | ------ | -- |
| Serie A      | 25    | 15      | 5       | 8       | 2       | 17      | 14      | 15           | 2            | 3            | 10           | 16           | 22           | 30     | 7      | 11     | 12     | 33     | 36     | -3 |
| Coppa Italia |       | 2       | 1       | 1       | 0       | 3       | 2       | 2            | 0            | 2            | 0            | 0            | 0            | 4      | 1      | 3      | 0      | 3      | 2      | +1 |
| Totale       |       | 17      | 6       | 9       | 2       | 20      | 16      | 17           | 2            | 5            | 10           | 16           | 22           | 34     | 8      | 14     | 12     | 36     | 38     | -2 |

### Statistiche dei giocatori[4]
| Giocatore        | Serie A  | Serie A | Serie A     | Serie A    | Coppa Italia | Coppa Italia | Coppa Italia | Coppa Italia | Totale   | Totale | Totale      | Totale     |
| Giocatore        | Presenze | Reti    | Ammonizioni | Espulsioni | Presenze     | Reti         | Ammonizioni  | Espulsioni   | Presenze | Reti   | Ammonizioni | Espulsioni |
| ---------------- | -------- | ------- | ----------- | ---------- | ------------ | ------------ | ------------ | ------------ | -------- | ------ | ----------- | ---------- |
| C. Azzali        | 23       | 0       | ?           | ?          | 3            | 0            | ?            | ?            | 26       | 0      | ?           | ?          |
| A. Baldizzone    | 9        | 0       | ?           | ?          | 4            | 0            | ?            | ?            | 13       | 0      | ?           | ?          |
| G. Bellini       | 22       | 1       | ?           | ?          | 3            | 1            | ?            | ?            | 25       | 2      | ?           | ?          |
| M. Brugnera      | 17       | 0       | ?           | ?          | 4            | 0            | ?            | ?            | 21       | 0      | ?           | ?          |
| R. Corti         | 22       | -26     | ?           | ?          | -            | -            | -            | -            | 22       | -26    | 0+          | 0+         |
| M. De Simone     | 5        | 0       | ?           | ?          | -            | -            | -            | -            | 5        | 0      | 0+          | 0+         |
| S. Di Chiara (I) | -        | -       | -           | -          | 1            | 0            | ?            | ?            | 1        | 0      | 0+          | 0+         |
| R. Dore          | 1        | 0       | ?           | ?          | -            | -            | -            | -            | 1        | 0      | 0+          | 0+         |
| A. Fulvi         | 2        | 0       | ?           | ?          | -            | -            | -            | -            | 2        | 0      | 0+          | 0+         |
| E. Gattelli      | 4        | 0       | ?           | ?          | -            | -            | -            | -            | 4        | 0      | 0+          | 0+         |
| D. Goletti       | 7        | -10     | ?           | ?          | 4            | -2           | ?            | ?            | 11       | -12    | ?           | ?          |
| M. Goretti       | 14       | 0       | ?           | ?          | -            | -            | -            | -            | 14       | 0      | 0+          | 0+         |
| O. Lamagni       | 28       | 1       | ?           | ?          | 4            | 0            | ?            | ?            | 32       | 1      | ?           | ?          |
| A. Logozzo       | 18       | 0       | ?           | ?          | -            | -            | -            | -            | 18       | 0      | 0+          | 0+         |
| S. Loi           | 23       | 0       | ?           | ?          | -            | -            | -            | -            | 23       | 0      | 0+          | 0+         |
| S. Longobucco    | 16       | 0       | ?           | ?          | -            | -            | -            | -            | 16       | 0      | 0+          | 0+         |
| A. Marchetti     | 27       | 1       | ?           | ?          | 4            | 0            | ?            | ?            | 31       | 1      | ?           | ?          |
| S. Mura          | 1        | 0       | ?           | ?          | -            | -            | -            | -            | 1        | 0      | 0+          | 0+         |
| C. Osellame      | 24       | 3       | ?           | ?          | 4            | 0            | ?            | ?            | 28       | 3      | ?           | ?          |
| L. Piras         | 26       | 9       | ?           | ?          | 4            | 1            | ?            | ?            | 30       | 10     | ?           | ?          |
| R. Quagliozzi    | 25       | 5       | ?           | ?          | 4            | 0            | ?            | ?            | 29       | 5      | ?           | ?          |
| A. Ravot         | 13       | 2       | ?           | ?          | 2            | 1            | ?            | ?            | 15       | 3      | ?           | ?          |
| M. Restelli      | 27       | 1       | ?           | ?          | 4            | 0            | ?            | ?            | 31       | 1      | ?           | ?          |
| F. Selvaggi      | 28       | 8       | ?           | ?          | 4            | 0            | ?            | ?            | 32       | 8      | ?           | ?          |